# Окоппе

44°28′11″ пн. ш. 143°7′26″ сх. д. / 44.46972° пн. ш. 143.12389° сх. д.
Окоппе́ (яп. 興部町, おこっぺちょう, МФА: [okop̚.pe t͡ɕoː]) — містечко в Японії, в повіті Момбецу округу Охотськ префектури Хоккайдо. Станом на 1 жовтня 2008 року площа містечка становила 362,45 км². Станом на 31 березня 2017 населення містечка становило 3904 осіб.